# Bażantarnia (Bugaj)
Bażantarnia  – część  wsi Bugaj w Polsce, położona w województwie wielkopolskim, w powiecie wrzesińskim, w gminie Miłosław.
W latach 1975–1998 Bażantarnia administracyjnie należała do województwa poznańskiego.